# Jo Myong-rok
Jo Myong Rok (còn viết là Jo Myong-rok, 12 tháng 6 năm 1928 – 6 tháng 11 năm 2010) là một sĩ quan cấp cao trong Quân đội Nhân dân Triều Tiên, mang quân hàm Phó nguyên soái, nguyên Ủy viên Thường trực Bộ Chính trị Đảng Lao động Triều Tiên, Chủ nhiệm Tổng cục Chính trị Quân đội Nhân dân Triều Tiên, Phó Chủ tịch thứ nhất Ủy ban Quốc phòng nước Cộng hòa Dân chủ Nhân dân Triều Tiên. Trước đây, ông từng là Tư lệnh Không quân.